# Bishop Hills
Bishop Hills é uma cidade  localizada no estado norte-americano do Texas, no Condado de Potter.

## Demografia
Segundo o censo norte-americano de 2000, a sua população era de 210 habitantes. 
Em 2006, foi estimada uma população de 214, um aumento de 4 (1.9%).

## Geografia
De acordo com o United States Census Bureau tem uma área de 
0,8 km², dos quais 0,8 km² cobertos por terra e 0,0 km² cobertos por água.

## Localidades na vizinhança
O diagrama seguinte representa as localidades num raio de 32 km ao redor de Bishop Hills. 